# Le Frisur
Le Frisur (französisch Le für Der) ist das siebte Studioalbum der deutschen Punkrock-Band Die Ärzte. Es handelt sich um ein Konzeptalbum (das bis heute einzige der Band) zum Thema Haare und Frisuren und erschien am 24. Mai 1996 sowohl als CD als auch als limitierte LP.
Das Album erreichte Platz 4 der deutschen Albumcharts.

## Hintergrund
Ursprünglich war Le Frisur nur als EP geplant, da man für das Album Planet Punk zu viele Lieder produziert hatte, so z. B. Vokuhila Superstar oder Straight Outta Bückeburg. So entschied man sich, zusätzliche Songs zum Thema Haare zu schreiben, um diese als EP „nachzuschieben“. Die Ärzte nahmen jedoch in der relativ kurzen Zeit von 14 Tagen insgesamt 17 Songs auf, so dass stattdessen, sehr zum Unwillen der damaligen Plattenfirma, eine gesamte LP veröffentlicht werden konnte.
Das Album beginnt mit der Erklärung, in der die Band im typischen Vorsing-Nachsing-Stil von Soldaten-Sprechgesängen mitteilt, dass es sich um ein Konzeptalbum handelt, das ausschließlich das Thema Haare hat. Musikalisch ist dies an Kings of the Wild Frontier von Adam and the Ants angelehnt.
Das Album war eines der kommerziell am wenigsten erfolgreichen Alben nach dem Comeback der Band 1993. 2003 äußerte sich Farin Urlaub rückblickend folgendermaßen:

„Unsere Firma dachte damals, dass wir mit Le Frisur totalen Mist gebaut hatten, weil sie sich weniger gut verkauft hatte. Aber darum geht’s doch gar nicht. Wenn es nur darum ginge, wäre Dieter Bohlen der beste Musiker der Welt. Ist er aber nicht!“

## Titelliste
1. Erklärung (Felsenheimer, González, Urlaub/Felsenheimer) – 0:55
2. Mein Baby war beim Frisör (Urlaub) – 2:16
3. Vokuhila Superstar (Felsenheimer) – 4:59
4. 3-Tage-Bart (Urlaub/Urlaub, Felsenheimer) – 3:03
5. No Future (Ohne neue Haarfrisur) (Urlaub) – 2:07
6. Look, Don’t Touch (Felsenheimer) – 2:15
7. Straight Outta Bückeburg (Urlaub) – 4:28
8. Medusa-Man (Serienmörder Ralf) (Felsenheimer, Ludwig/Felsenheimer) – 5:56
9. Haar (Galt McDermot, Ragni, Rado/Brandin) – 4:07
10. Dauerwelle vs. Minipli (Felsenheimer, González, Urlaub) – 0:53
11. Der Afro von Paul Breitner (Felsenheimer, González, Urlaub) – 1:59
12. Motherfucker 666 (Urlaub) – 3:00
13. Monika (Urlaub) – 0:44
14. Hair Today, Gone Tomorrow (Felsenheimer) – 2:54
15. Am Ende meines Körpers (Urlaub) – 2:46
16. Kaperfahrt (Traditional) – 2:20
17. Zusammenfassung – 0:04

## Coverversion
1996 erschien das Album Le Figur der Punkband Fluchtweg mit den Coverversionen 30-Jahre-Bauch (3-Tage-Bart) sowie Mein Baby war beim Masseur (Mein Baby war beim Frisör).

## Trivia
- Straight Outta Bückeburg nennt mit Rinteln und Bückeburg gleich mehrere Städte aus dem Weserbergland.
- Hair Today, Gone Tomorrow ist eine Anspielung auf den Ramones-Song Here Today, Gone Tomorrow.
- Der Einzähler bei Mein Baby war beim Frisör ist ein Sample von der Ramones-LP It’s Alive.
- Das Soundsample bei Vokuhila Superstar („Und nun, Leute, stellt der Mann mit der granitenen Kehle die musikalische Frage:“) stammt aus der Familie-Feuerstein-Episode Fröhliche Musikanten (Season 1, Episode 2), gesprochen von der Figur „Hot Lips Hannigan“. Im Original endet das Sample mit „Skibbedy Wha Wha Whawawawa“. Dieser Teil wurde bereits am Ende des Songs Geh mit mir auf dem Album Planet Punk verwendet.
- Bei Vokuhila Superstar sind am Ende Fans des FC St. Pauli als Sample zu hören.
- Die Textzeile „Immer lustig und vergnügt, bis der Arsch im Sarge liegt“ ist ein Zitat aus dem Udo-Lindenberg-Song Grande Finale.
- Das Coverfoto des Albums zeigt ein röhrenbetriebenes Bandecho-Effektgerät der Marke Klemt Echolette.

- v
- d
- b